# Ant-Man and the Wasp (soundtrack)
Ant-Man and the Wasp (Original Motion Picture Soundtrack) is de originele soundtrack voor de Marvel Studios-film Ant-Man and the Wasp, gecomponeerd door Christophe Beck. Het album werd digitaal uitgebracht op 6 juli 2018 door Hollywood Records.
De muziek werd opgenomen in de Abbey Road Studios. In april 2019 bracht Mondo een vinylalbum (2XLP) uit, met 14 niet eerder uitgebrachte bonustracks. Dit album zal de eerste zijn van een aantal Marvel-soundtracks die in beperkte oplage op vinyl worden uitgebracht. Van de partituur van Ant-Man and the Wasp zijn bijvoorbeeld slechts 1.000 exemplaren uitgebracht met origineel artwork en opties voor het inkleuren van vinylplaten.

## Tracklijst
Alle muziek is geschreven door Christophe Beck.

| 1.                 | It Ain't Over Till the Wasp Lady Stings          | 2:34 |
| 2.                 | Prologue                                         | 3:42 |
| 3.                 | Ghost in the Machine                             | 1:15 |
| 4.                 | World's Greatest Grandma                         | 1:34 |
| 5.                 | A Little Nudge                                   | 3:49 |
| 6.                 | Feds                                             | 2:47 |
| 7.                 | Ava's Story                                      | 4:36 |
| 8.                 | Wings & Blasters                                 | 1:55 |
| 9.                 | Utmost Ghost                                     | 2:28 |
| 10.                | Tracker Swarm                                    | 1:27 |
| 11.                | Cautious as a Hurricane                          | 2:47 |
| 12.                | Misdirection                                     | 2:38 |
| 13.                | Quantum Leap                                     | 2:53 |
| 14.                | I Shrink, Therefore I Am                         | 1:57 |
| 15.                | Partners                                         | 1:52 |
| 16.                | Windshield Wipeout                               | 1:37 |
| 17.                | Hot Wheels                                       | 1:38 |
| 18.                | Revivification                                   | 2:50 |
| 19.                | A Flock of Seagulls                              | 1:07 |
| 20.                | San Francisco Giant                              | 0:45 |
| 21.                | Ghost = Toast                                    | 2:54 |
| 22.                | Reduce Yourself                                  | 1:41 |
| 23.                | Quit Screwing Around                             | 0:46 |
| 24.                | Arthropodie                                      | 4:16 |
| 25.                | Baba Yaga Lullaby (featuring David Dastmalchian) | 0:25 |
| Totale duur: 56:13 |                                                  |      |

### Vinyl-tracklijst

#### Schijf 1, kant A
1. It Ain't Over till the Wasp Lady Stings
2. Prologue
3. Ghost in the Machine
4. World's Greatest Grandma
5. A Little Nudge
6. Feds
7. Ava's Story

#### Schijf 1, kant B
1. Wings & Blasters
2. Utmost Ghost
3. Tracker Swarm
4. Cautious as a Hurricane
5. Misdirection
6. Quantum Leap
7. I Shrink, Therefore I Am
8. Partners
9. Windshield Wipeout

#### Schijf 2, kant A
1. Hot Wheels
2. Revivification
3. A Flock of Seagulls
4. San Francisco Giant
5. Ghost = Toast
6. Reduce Yourself
7. Quit Screwing Around
8. Arthropodie
9. Baba Yaga Lullaby (Performed by David Dastmalchian)

#### Schijf 2, kant B
1. Anthill
2. Let's Fly, Antoinette!
3. The Lab
4. Mission Pympossible
5. Anterrogation
6. Shrinking and Phasing
7. This Old House
8. Let's Blow This Pez Stand
9. Quantum Dash
10. Pigeons! Ahhh (Demo)
11. Origins (Demo)
12. Buenos Aires, 1987 (Demo)
13. Tunnel Go Boom! (Demo)
14. Elementary School